# 純情行進曲
「純情行進曲」（じゅんじょうこうしんきょく）は、中澤ゆうこの3枚目のシングル。1999年6月9日発売。

## 概要
- ソロデビュー曲「カラスの女房」以来となるキャンペーンが行われ、当時太陽とシスコムーンの稲葉貴子がスタッフとして参加した[1]。
- 同年7月1日に歌手の柳澤順子がカバーしている。

## 収録曲
1. 純情行進曲
作詞：荒木とよひさ 作曲：堀内孝雄 編曲：船山基紀
2. 平成ラプソディー
作詞：荒木とよひさ 作曲：堀内孝雄 編曲：船山基紀
3. 純情行進曲(オリジナル・カラオケ)
4. 平成ラプソディー(オリジナル・カラオケ)